# 今榮敏彦
今榮 敏彦（いまえ としひこ、1960年〈昭和35年〉7月17日 - ）は、日本の政治家。広島県竹原市長（2期）。

## 来歴
広島県竹原市竹原町出身。1983年（昭和58年）3月、東洋大学経済学部卒業。1986年（昭和61年）4月、竹原市役所に入庁。観光文化室長
総務課長、総務部長、市民生活部長、福祉部長を歴任。
2017年（平成29年）3月、竹原市役所を退職。同年6月7日、任期満了に伴う竹原市長選挙に出馬する意向を表明。同年12月24日に行われた市長選で自由民主党の推薦を受けた現職の吉田基ら2候補を破り初当選した。選挙の結果は以下のとおり。2018年（平成30年）1月14日、市長就任。
※当日有権者数：22,808人 最終投票率：59.84%（前回比：-3.59pts）
| 候補者名 | 年齢 | 所属党派 | 新旧別 | 得票数  | 得票率 | 推薦・支持     |
| -------- | ---- | -------- | ------ | ------- | ------ | -------------- |
| 今榮敏彦 | 57   | 無所属   | 新     | 6,028票 | 44.52% |                |
| 吉田基   | 68   | 無所属   | 現     | 3,771票 | 27.85% | （推薦）自民党 |
| 井上盛文 | 48   | 無所属   | 新     | 3,740票 | 27.62% |                |

2021年12月19日に行われた市長選で新人3候補を破り再選を果たした。
※当日有権者数：21,147人 最終投票率：56.34%（前回比：-3.5pts）
| 候補者名 | 年齢 | 所属党派 | 新旧別 | 得票数  | 得票率 | 推薦・支持             |
| -------- | ---- | -------- | ------ | ------- | ------ | ---------------------- |
| 今榮敏彦 | 61   | 無所属   | 現     | 5,865票 | 49.53% | （推薦）自民党、公明党 |
| 高重洋介 | 53   | 無所属   | 新     | 3,301票 | 27.89% |                        |
| 井上盛文 | 52   | 無所属   | 新     | 2,555票 | 21.58% |                        |
| 中野直樹 | 61   | 無所属   | 新     | 120票   | 1.01%  |                        |